# Mia Mašić
Mia Mašić (Fiume, 4 aprile 1993) è una cestista croata.

## Carriera
Con la Croazia ha disputato i Campionati europei del 2021.